# Colones
Colones (en llatí Colonae, en grec antic Κολωναί) era una ciutat de la Tròade o de Mísia situada a 150 estadis de Troia, i prop de la ciutat de Làmpsac, segons diu Estrabó. Va ser fundada al segle vii aC com a colònia de Milet.
Segons la tradició, Colones era la residència del rei Cicne, fill de Posidó, que posseïa els territoris propers i l'illa de Tenedos, situada al davant de la ciutat. Probablement va ser una de les ciutats que es van despoblar quan Antígon el borni va fundar la ciutat d'Alexandria Troas i hi va portar els ciutadans dels pobles propers. Plini el vell la situa a l'interior i diu que era una de les ciutats del país que estava deshabitada.